# Глинкин, Анатолий Ильич
Анатолий Ильич Глинкин (01.08.1945 — 22.04.2014) —  Механизатор совхоза-техникума «Холмогорка» Волоколамского района Московской области, полный кавалер ордена Трудовой Славы (29.08.1986).

## Биография
Родился 1 августа 1945 года в городе Волоколамск Московской области. Русский.
Трудовую деятельность начал в 1961 году рабочим совхоза «Холмогорка». В октябре 1962 года окончил училище механизации № 60 в подмосковном городе Долгопрудный. С этого времени работал трактористом государственного племенного завода «Долгопрудный».
В 1964–1967 годах проходил срочную службу в Советской Армии, в частях Группы советских войск в Германии. После увольнения в запас вернулся домой. Трудился трактористом того же госплемзавода. В 1972 году вступил в КПСС. В 1976 году окончил 11 классов средней школы рабочей молодёжи. 
С марта 1977 года начал работать механизатором в совхозе-техникуме «Холмогорка» (ныне – Волоколамский аграрный техникум «Холмогорка»), образованном в декабре 1976 года на базе госплемзавода и зооветеринарного техникума. Был инициатором социалистического соревнования среди  механизаторов района за рациональное использование техники и энергоресурсов.
За время работы систематически выполнял и перевыполнял производственные задания, досрочно выполнял задания пятилетних планов. В среднем довёл выработку на условный трактор до 1810 гектаров эталонной пахоты, что было на 450 гектаров выше, чем в среднем по хозяйству. 
Из служебной характеристики (1986 г.):

 «…  является механизатором первого  класса, в совершенстве знает сельскохозяйственную технику, постоянно добивается её высокопроизводительного использования. Он хороший организатор, возглавляет отряд плодородия, коллектив  которого стабильно вносит на один гектар пашни по 19–20 тонн органических удобрений, что способствует получению высоких урожаев сельскохозяйственных культур».— 
Указами Президиума Верховного Совета СССР от 14 февраля 1975 года и 23 декабря 1976 года Глинкин Анатолий Ильич награждён орденами Трудовой Славы 3-й и 2-й степеней соответственно.
В одиннадцатой пятилетке (1981–1985) на обрабатываемом им участке урожайность картофеля возросла по сравнению с десятой на 24 центнера и составила в 1985 году 179 центнера с гектара. Урожайность многолетних трав на сено в 1985 году составила 74  центнера с гектара, что на 8 центнеров больше предыдущего года. Урожайность кормовых корнеплодов составила в среднем 579 центнеров с гектара.
Указом Президиума Верховного Совета СССР от 29 августа 1986 года за успехи, достигнутые в выполнении заданий одиннадцатой пятилетки и социалистических обязательств по производству и переработке сельскохозяйственной продукции, Глинкин Анатолий Ильич награждён орденом Трудовой Славы 1-й степени. Стал полным кавалером ордена Трудовой Славы.
Работал в совхозе-техникуме до выхода на пенсию.
Активно участвовал в общественной работе, избирался депутатом Верховного Совета СССР 11-го созыва (1984–1989).
Жил в городе Волоколамск. Умер 22 апреля 2014 года. Похоронен в городе Волоколамск Московской области.

## Награды
Награждён орденами Трудовой Славы 1-й, 2-й, 3-й степеней: 3 ст. 14.02.1975 № 13032
2 ст. 23.12.1976 № 79
1 ст. 29.08.1986 № 573
- медалями[1].

## Память
На могиле установлен надгробный памятник.